# Мост Септимија Севера
Мост Септимија Севера (лат. Pons Septimii Severi), или Римски мост, познат и као Цендере мост (тур. Cendere Köprüsü, турски изговор Џендере копрусу), представља један од најзначајнијих и најбоље очуваних римских мостова у данашњој Турској. Мост се налази у близини рушевина древног града Арсамеје (данашњи Ескикале, тур. Eskikale), око 55 км североисточно од града Адијамана, у југоисточном делу Турске (Вилајет Адијаман). Смештен је у једном од најважнијих националних паркова у Турској Немрут Даг, са чувеним остацима цивилизације Комагена, које је УНЕСКО прогласио Светском баштином. Мост прелази преко реке Џендере (тур. Cendere Çayı), која је у антици била позната као Чабинас (лат. Chabinas), повезујући пут између градова Кахта и Синџик (тур. Sincik). Изграђен је крајем 2. века нове ере, највероватније око 200. године.

## Историја
Мост је изграђен као једноставан, неукрашен, једнолучни мост са клинастим сводом (и додатним мањим луком за случај поплава). Ослања се на две стене и налази се на најужем делу реке. Распон лука моста је 34,2 м и вероватно је други највећи сачувани лучни римски мост. Читава структура је дугачка 120 метара и широка око 7 m. Мост је изградила крајем 2. века римска Шеснаеста Флавијева поуздана легија (лат. Legio XVI Flavia Firma), која је била стационирана у граду Самосата (данашњи Самсат, тур. Samsat), под командом Луција Марија Перпетуа (лат. Lucius Marius Perpetuus), када је, по царском наређењу, требало уредити релевантне маршрутне и снабдевачке трасе због планираних опсежних војних операција против Парта. Латински натпис на мосту указује да је постојећи мост замењен „од темеља“ (лат. a soli). Старији мост изграђен је вероватно за време владавине цара Веспазијана (између 69 и 79. године нове ере). Међутим, не постоје детаљне информације о овој грађевини, па чак је и време њене изградње неизвесно. Приписивање овог претходног моста Веспазијану заснива се на чињеници да је под његовом владавином Краљевство Комагена директно укључено у границе Римског царства. Због недостатка времена, камени материјал за изградњу новог моста је у великим количинама преузиман са оближњег Хиеротезиона (грч. ἱεροθέσιον, срп. свето место), монументалног споменика (краљевске гробнице), Краљевства Комагена и транспортован овде. Мост је подигнут у част цара Септимија Севера, његове супруге Јулије Домне и њихових синова Каракале и Гете, са посебно постављеним стубовима (лат. columna), посвећеним сваком од њих.
Након што је цар Каракала 211. године наредио убиство свог млађег брата Гете, стуб посвећен Гети је уклоњен са моста у складу са римском праксом damnatio memoriae, чији је циљ био брисање свих трагова непожељне личности из јавног и историјског сећања. Ова информација је назначена на латинском језику на самом мосту. Два стуба на страни Кахте посвећена су самом Септимију Северу и његовој супрузи, док су преостала два на страни Синџика, била посвећена његовим синовима, Каракали и Гети (док није уклоњен). Висина сваког од ових стубова износи између 9 и 10 метара. Током археолошке експедиције на планину Немрут Даг (тур. Nemrut Dağı), 1883. године, османски (сликар, писац и археолог) Осман Хамди бег и вајар и сликар Осган ефенди (тур. Osgan Efendi, познат и као Јарвант Осган тур. Yervant Osgan, 1855 — 1914), описали су и скицирали мост Септимија Севера. У својим дневницима и белешкама, касније објављеним, навели су да је камени мост био у добром стању, са поплочаним површинама и парапетима који су, међутим, били знатно оштећени. Обнова моста извршена је 1997. године, након чега је саобраћај возила био ограничен на максималну тежину од 5 тона. Након изградње новог друмског моста удаљеног 500 метара источно од старог, оригинални Римски мост је затворен за моторна возила и данас је отворен искључиво за пешаке. Као део Националног парка Немрут Даг, који је под заштитом УНЕСКА као светска културна баштина, мост Септимија Севера представља значајну туристичку атракцију. Пешачке стазе, обиласци и информативни центар доступни су посетиоцима, што чини овај мост популарним местом за туристе и љубитеље историје.